# Fide socken
Fide socken ingick i Gotlands södra härad, ingår sedan 1971 i Gotlands kommun och motsvarar från 2016 Fide distrikt.
Socknens areal är 15,01 kvadratkilometern varav 14,04 land. År 2020 fanns här 114 invånare. Sockenkyrkan Fide kyrka ligger i socknen. 

## Administrativ historik
Fide socken har medeltida ursprung. Socknen tillhörde Grötlinge ting som i sin tur ingick i Hoburgs setting i Sudertredingen.
Vid kommunreformen 1862 övergick socknens ansvar för de kyrkliga frågorna till Fide församling och för de borgerliga frågorna bildades Fide landskommun. Landskommunen inkorporerades 1952 i Hoburgs landskommun och ingår sedan 1971 i Gotlands kommun. Församlingen uppgick 2006 i Hoburgs församling.
1 januari 2016 inrättades distriktet Fide, med samma omfattning som församlingen hade 1999/2000.  
Socknen har tillhört samma fögderier och domsagor som Gotlands södra härad. De indelta båtsmännen tillhörde Gotlands andra båtsmanskompani.

## Geografi
Fide socken ligger på näset till Gotlands sydligaste del. Socknen är flack och är i norr och väster delvis skogklädd, i öster finns hällmarker. Kännetecknande för kulturlandskapet är de vackra ängena, exempelvis Fide prästänge. 

### Gårdsnamn
Anderse, Annexen, Bredkvie, Fride, Nygranne, Odvalds, Rommunds, Siffride, Västergårde Lilla, Västergårde Store, Österby.

## Fornlämningar
Från järnåldern finns fyra gravfält, husgrunder och sliprännestenar. Två runristningar och en bildsten är noterade.

## Namnet
Namnet (1300-talet Fithu) innehåller troligen fit, 'strandäng'.

## Befolkningsutveckling
| Befolkningsutvecklingen i Fide socken 1780–2020 | Befolkningsutvecklingen i Fide socken 1780–2020 | Befolkningsutvecklingen i Fide socken 1780–2020 | Befolkningsutvecklingen i Fide socken 1780–2020 | Befolkningsutvecklingen i Fide socken 1780–2020 |
| --- | ----------------------------------------------- | ----------------------------------------------- | ----------------------------------------------- | ----------------------------------------------- |
| |                                                 |                                                 |                                                 |                                                 |
| År |                                                 |                                                 | Folkmängd                                       |                                                 |
| 1780 | 1780                                            |                                                 | 144                                             |                                                 |
| 1790 | 1790                                            |                                                 | 146                                             |                                                 |
| 1810 | 1810                                            |                                                 | 178                                             |                                                 |
| 1820 | 1820                                            |                                                 | 207                                             |                                                 |
| 1830 | 1830                                            |                                                 | 232                                             |                                                 |
| 1840 | 1840                                            |                                                 | 255                                             |                                                 |
| 1850 | 1850                                            |                                                 | 295                                             |                                                 |
| 1860 | 1860                                            |                                                 | 305                                             |                                                 |
| 1870 | 1870                                            |                                                 | 302                                             |                                                 |
| 1880 | 1880                                            |                                                 | 340                                             |                                                 |
| 1890 | 1890                                            |                                                 | 319                                             |                                                 |
| 1900 | 1900                                            |                                                 | 298                                             |                                                 |
| 1910 | 1910                                            |                                                 | 290                                             |                                                 |
| 1920 | 1920                                            |                                                 | 285                                             |                                                 |
| 1930 | 1930                                            |                                                 | 294                                             |                                                 |
| 1940 | 1940                                            |                                                 | 285                                             |                                                 |
| 1950 | 1950                                            |                                                 | 290                                             |                                                 |
| 1960 | 1960                                            |                                                 | 221                                             |                                                 |
| 1970 | 1970                                            |                                                 | 176                                             |                                                 |
| 1980 | 1980                                            |                                                 | 141                                             |                                                 |
| 1990 | 1990                                            |                                                 | 123                                             |                                                 |
| 2000 | 2000                                            |                                                 | 125                                             |                                                 |
| 2010 | 2010                                            |                                                 | 122                                             |                                                 |
| 2020 | 2020                                            |                                                 | 114                                             |                                                 |
| Anm: Källor: Umeå universitet - Tabellverket 1749-1859, Demografiska databasen, CEDAR, Umeå universitet, Befolkningsutvecklingen i Gotlands socknar 2000 - 2010, Folkmängden per distrikt, landskap, landsdel eller riket efter kön. År 2015 - 2022. |                                                 |                                                 |                                                 |                                                 |

### Fotnoter
1. 1 2  Svensk Uppslagsbok andra upplagan 1947–1955: Fide socken
2. ↑  ”Folkmängden per distrikt, landskap, landsdel eller riket efter kön. År 2015 - 2022”. Statistikdatabasen. Statistiska centralbyrån. http://www.statistikdatabasen.scb.se/pxweb/sv/ssd/START__BE__BE0101__BE0101A/FolkmangdDistrikt/. Läst 23 april 2023.
3. ↑  Harlén, Hans; Harlén Eivy (2003). Sverige från A till Ö: geografisk-historisk uppslagsbok. Stockholm: Kommentus. Libris 9337075. ISBN 91-7345-139-8
4. ↑  ”Församlingar”. Statistiska centralbyrån. https://www.scb.se/hitta-statistik/regional-statistik-och-kartor/regionala-indelningar/forsamlingar/. Läst 30 december 2022.
5. ↑  Administrativ historik för Fide socken (Klicka på församlingsposten). Källa: Nationella arkivdatabasen, Riksarkivet.
6. ↑  Om Gotlands båtsmanskompani
7. 1 2  Sjögren, Otto (1931). Sverige geografisk beskrivning del 2 Östergötlands, Jönköpings, Kronobergs, Kalmar och Gotlands län. Stockholm: Wahlström & Widstrand. Libris 9939
8. 1 2 3  Nationalencyklopedin
9. ↑  Förteckning över slipskåror
10. ↑  Fornlämningar, Statens historiska museum: Fide socken
11. ↑  Fornminnesregistret, Riksantikvarieämbetet: Fide socken Fornminnen i socknen erhålls på kartan genom att skriva in sockennamn (utan "socken") i "Ange geografiskt område"
12. ↑  Mats Wahlberg, red (2003). Svenskt ortnamnslexikon. Uppsala: Institutet för språk och folkminnen. Libris 8998039. ISBN 91-7229-020-X. https://isof.diva-portal.org/smash/get/diva2:1175717/FULLTEXT02.pdf